# Amyna subtracta
Amyna subtracta là một loài bướm đêm trong họ Noctuidae.